# Slow media
Slow media è un movimento che si concentra sul ritmo della produzione e del consumo dei media nell'era digitale. Sostiene modi alternativi di creare e utilizzare i media che siano più intenzionali, più divertenti, più duraturi, meglio studiati/scritti/progettati, più etici e di qualità complessiva più elevata.
Slow media si è sviluppato in risposta a formati multimediali complessi e metodi di comunicazione istantanea caratteristici della cultura digitale, in cui "alti volumi di informazioni vengono aggiornati in tempo reale e sono perennemente a portata di mano". I sostenitori di Slow media criticano le sfere in cui i media vengono prodotti, condivisi e consumati per aver valorizzato l'immediatezza e la presentazione drammatica, al fine di attirare l'attenzione e massimizzare il pubblico, sulla sostanza e la credibilità di un'opera.

## Termini correlati
Slow media è una branca del movimento Slow, noto anche come Slow living ed è strettamente correlata ai movimenti Slow blogging, Slow books, Slow communication, Slow journalism, Slow news, Slow reading e Slow television (Slow TV) e talvolta è usato come termine che racchiude tutti questi aspetti.

## Filosofia e pratiche

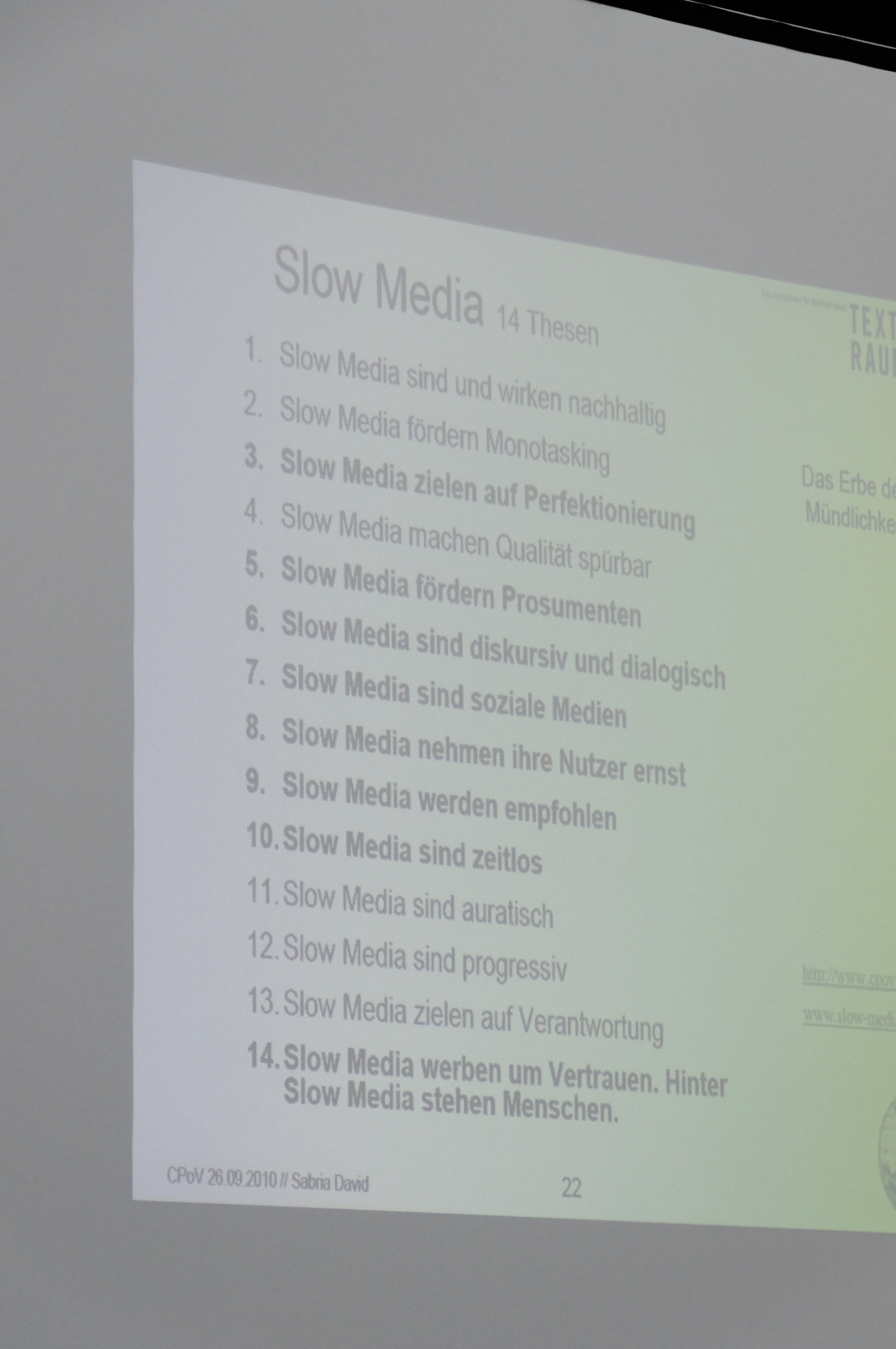
Manifesto Slow media presentato in una conferenza a Lipsia (2010)

Il termine "slow media" è stato coniato spontaneamente in molti luoghi da molte persone negli anni tra il 2002 e il 2009. Scrittori, giornalisti, registi e commentatori (tra cui Arianna Huffington) hanno promosso il concetto di Slow media in pubblicazioni come The Atlantic, Forbes, Grantmakers in the Arts, Huffington Post, The Times di Londra, Prospect, Rocky Mountain News, The Wall Street Journal, Il Washington Post, così come nei gruppi di Facebook, in una vasta gamma di blog e altrove.
I sostenitori di Slow media hanno preso Slow Food come modello. "Come Slow Food, Slow media non riguarda il consumo veloce, ma la scelta consapevole degli ingredienti e la loro preparazione concentrata", hanno scritto Benedikt Köhler, Sabria David e Jörg Blumtritt nel diffuso "Manifesto di Slow Media". Hanno affermato che gli Slow media non sono un rifiuto della velocità e della simultaneità nei media digitali, ma piuttosto "un atteggiamento e un modo per farne uso". Secondo questo manifesto, "è a causa dell'accelerazione di molteplici aree della vita, che le isole di deliberata lentezza sono rese possibili ed essenziali per la sopravvivenza".
Il documentarista Gregory Coyes, prendendo ispirazione dal "senso indigeno del tempo e dello spazio cinematografico" ha promosso il concetto di media lenti per la produzione video come mezzo per "decolonizzare" i media. A tal fine, il sito web della Slow Media Community fornisce una guida per la creazione di contenuti e ospita una serie di video in formato fermo e lungo incentrati sul "tempo reale della natura" e sulla cultura umana.

## Il manifesto
Nel primo decennio del 21º secolo, si sono verificati grossi cambiamenti alle basi tecnologiche dei media. Questo non è invece accaduto nel secondo decennio, in cui le persone non hanno ricercato nuove tecnologie atte a produrre contenuti ancora più semplici, veloci ed economici. Il concetto di "Slow", come in "Slow Food", non riguarda solo il consumo rapido, ma anche la scelta del contenuto.
Ecco il manifesto del movimento:
1. Gli Slow Media sono un contributo alla sostenibilità. La sostenibilità riguarda le materie prime, i processi e le condizioni di lavoro, che sono alla base della produzione dei media. I settori dello sfruttamento e degli stipendi bassi, così come la commercializzazione dei dati degli utenti, non si tradurranno in media sostenibili. Allo stesso tempo, il termine fa riferimento alla consumazione sostenibile degli Slow Media.
2. Gli Slow Media promuovono il Monotasking. Gli Slow Media non possono essere consumati occasionalmente, ma includono la piena concentrazione dei loro utenti. Come per la preparazione di un buon pasto, che richiede la piena attenzione di tutti i sensi da parte di uno chef, gli Slow Media possono essere consumati solo con piacere e con attenzione mirata.
3. Gli Slow Media puntano alla perfezione. Gli Slow Media non rappresentano una novità sul mercato. Ancora più importante è il miglioramento continuo delle interfacce utente (profilo) affidabili e sicure, accessibili e adattabili alle abitudini di utilizzo delle persone.
4. Gli Slow Media rendono la qualità palpabile. Gli Slow Media si misurano nella produzione, nell'aspetto e nei contenuti rispetto agli standard elevati di qualità e si distinguono dalla loro concorrenza, per un'interfaccia premium o per un design bello da vedere.
5. Gli Slow Media promuovono i “Prosumer”, ovvero persone che determinano attivamente cosa e come vogliono consumare e produrre. Il consumatore attivo, ispirato dall'utilizzo dei media per sviluppare nuove idee, sostituisce il consumatore passivo. Gli Slow Media ispirano, influenzano i pensieri e le azioni degli utenti e sono ancora percepibili dopo anni.
6. Gli Slow Media sono discorsivi e dialogici. Essi cercano una controparte con la quale possono entrare in contatto. La scelta del mezzo è secondaria. In termini di Slow Media, ascoltare è importante quanto parlare. Quindi “Slow” significa essere consapevoli e disponibili ed essere in grado di considerare e mettere in discussione da una prospettiva diversa la propria posizione.
7. Gli Slow Media sono social media. Attorno agli slow media si formano comunità o tribù viventi, indipendentemente dal fatto che si tratti di un autore vivente che entra in uno scambio con i suoi lettori o di un musicista deceduto la cui musica forma una comunità attiva di interpretazione. Quindi gli Slow Media promuovono la diversità e rispettano le caratteristiche culturali e locali.
8. Gli Slow Media rispettano i propri utenti. Essi si approcciano agli utenti in modo consapevole e amichevole e hanno una buona concezione della complessità o dell'ironia che gli utenti possono adottare. Gli Slow Media non disprezzano i loro utenti né si approcciano a loro in modo passivo.
9. Gli Slow Media sono consigliati anziché pubblicizzati. Il successo degli Slow Media non risiede nella schiacciante pressione pubblicitaria su tutti i canali, ma nei consigli di amici, colleghi e circoli familiari. Un libro che compri cinque volte da regalare ai tuoi migliori amici ne costituisce un buon esempio.
10. Gli Slow media sono senza tempo. Gli Slow hanno lunga durata e appaiono ancora freschi anche dopo diversi anni o decenni. Non perdono la loro qualità nel tempo, ma nella migliore delle ipotesi ottengono una patina che ne aumenta anche il valore percepito.
11. Gli Slow Media sono auratici. Essi irradiano un’aura speciale. Creano nell'utente la sensazione che il mezzo appartenga proprio a quel preciso momento della sua vita. Anche se gli Slow Media sono prodotti industrialmente o sono in parte basati su mezzi di produzione industriali, danno l'impressione di essere unici e puntano al di là di se stessi.
12. Gli Slow Media sono progressisti e non reazionari. Gli Slow Media fanno affidamento sulle proprie conquiste tecnologiche e sullo stile di vita della società di rete. A causa dell'accelerazione in numerosi ambiti della vita, gli Slow Media consapevole diventano possibili, ma anche essenziali per la sopravvivenza.
13. Gli Slow Media puntano sulla qualità, sia nella produzione che nella ricezione dei contenuti mediatici. La critica delle fonti, la classificazione e la ponderazione delle fonti di informazione sta acquistando importanza con la crescente disponibilità di informazioni.
14. Gli Slow Media promuovono la fiducia e si prendono del tempo per essere attendibili. Dietro gli Slow Media ci sono persone reali.[7]